# Nihilist
Nihilist fue una banda sueca de death metal creada en 1987 por Nicke Andersson y Alex Hellid.
El grupo se separó en 1989 cuando Johnny Hedlund lo abandonó para formar Unleashed. Los miembros restantes reformaron la banda bajo el nombre de Entombed.

## Miembros
- Lars Göran Petrov - Voz
- Nicke Andersson - Batería
- Leif "Leffe" Cuzner - Guitarra (fallecido en junio de 2006 )
- Johnny Hedlund - Bajo (Después en Unleashed)
- Alex Hellid - Guitarra

## Discografía
Nihilist nunca grabó un álbum de larga duración antes de que se renombraran como Entombed, pero una colección de sus maquetas fue editada en 2005.
- Premature Autopsy - Demo (1988)
- Only Shreds Remain - Demo (1989)
- Drowned - Demo (1989)
- Drowned - 7" Single (1989)
- Nihilist (Recopilación) - (2005)

- Datos: Q1433231